# Perrouse
Ne doit pas être confondu avec Pérouse ou Pérouse (Territoire de Belfort).
Perrouse (parfois Perrouse-et-Villers-le-Temple) est une commune française située dans le département de la Haute-Saône, la région culturelle et historique de Franche-Comté et la région administrative Bourgogne-Franche-Comté.

## Géographie
Perrouse est un village rural situé le long de la nationale 57 reliant Besançon et Vesoul, et est traversé par la D 31 reliant Buthiers à Cromary.

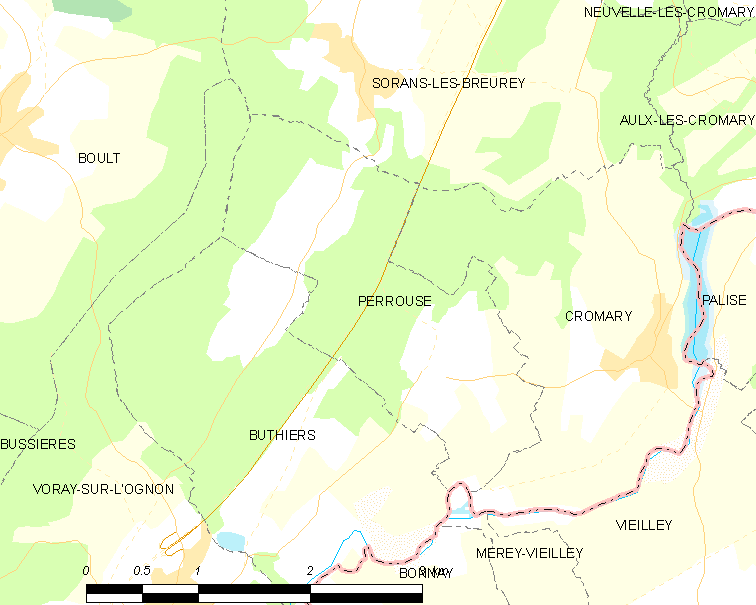
Situation de Perrouse.

### Climat
Pour des articles plus généraux, voir Climat de la Bourgogne-Franche-Comté et Climat de la Haute-Saône.
En 2010, le climat de la commune est de type climat des marges montargnardes, selon une étude du Centre national de la recherche scientifique s'appuyant sur une série de données couvrant la période 1971-2000. En 2020, Météo-France publie une typologie des climats de la France métropolitaine dans laquelle la commune est exposée à un climat semi-continental et est dans une zone de transition entre les régions climatiques « Lorraine, plateau de Langres, Morvan » et « Jura ». 
Pour la période 1971-2000, la température annuelle moyenne est de 10,8 °C, avec une amplitude thermique annuelle de 17,5 °C. Le cumul annuel moyen de précipitations est de 1 059 mm, avec 12,4 jours de précipitations en janvier et 9,4 jours en juillet. Pour la période 1991-2020, la température moyenne annuelle observée sur la station météorologique de Météo-France la plus proche, « Rioz », sur la commune de Rioz à 7 km à vol d'oiseau, est de 11,2 °C et le cumul annuel moyen de précipitations est de 1 084,6 mm. 
La température maximale relevée sur cette station est de 39,6 °C, atteinte le 25 juillet 2019 ; la température minimale est de −21,8 °C, atteinte le 20 décembre 2009,,. 
Les paramètres climatiques de la commune ont été estimés pour le milieu du siècle (2041-2070) selon différents scénarios d'émission de gaz à effet de serre à partir des nouvelles projections climatiques de référence DRIAS-2020. Ils sont consultables sur un site dédié publié par Météo-France en novembre 2022.

## Urbanisme

### Typologie
Au 1er janvier 2024, Perrouse est catégorisée commune rurale à habitat dispersé, selon la nouvelle grille communale de densité à sept niveaux définie par l'Insee en 2022.
Elle est située hors unité urbaine. Par ailleurs la commune fait partie de l'aire d'attraction de Besançon, dont elle est une commune de la couronne,. Cette aire, qui regroupe 310 communes, est catégorisée dans les aires de 200 000 à moins de 700 000 habitants,.

### Occupation des sols
L'occupation des sols de la commune, telle qu'elle ressort de la base de données européenne d’occupation biophysique des sols Corine Land Cover (CLC), est marquée par l'importance des forêts et milieux semi-naturels (51,7 % en 2018), une proportion identique à celle de 1990 (51,7 %). La répartition détaillée en 2018 est la suivante : 
forêts (51,7 %), zones agricoles hétérogènes (30 %), terres arables (18,1 %), prairies (0,2 %). L'évolution de l’occupation des sols de la commune et de ses infrastructures peut être observée sur les différentes représentations cartographiques du territoire : la carte de Cassini (XVIIIe siècle), la carte d'état-major (1820-1866) et les cartes ou photos aériennes de l'IGN pour la période actuelle (1950 à aujourd'hui).

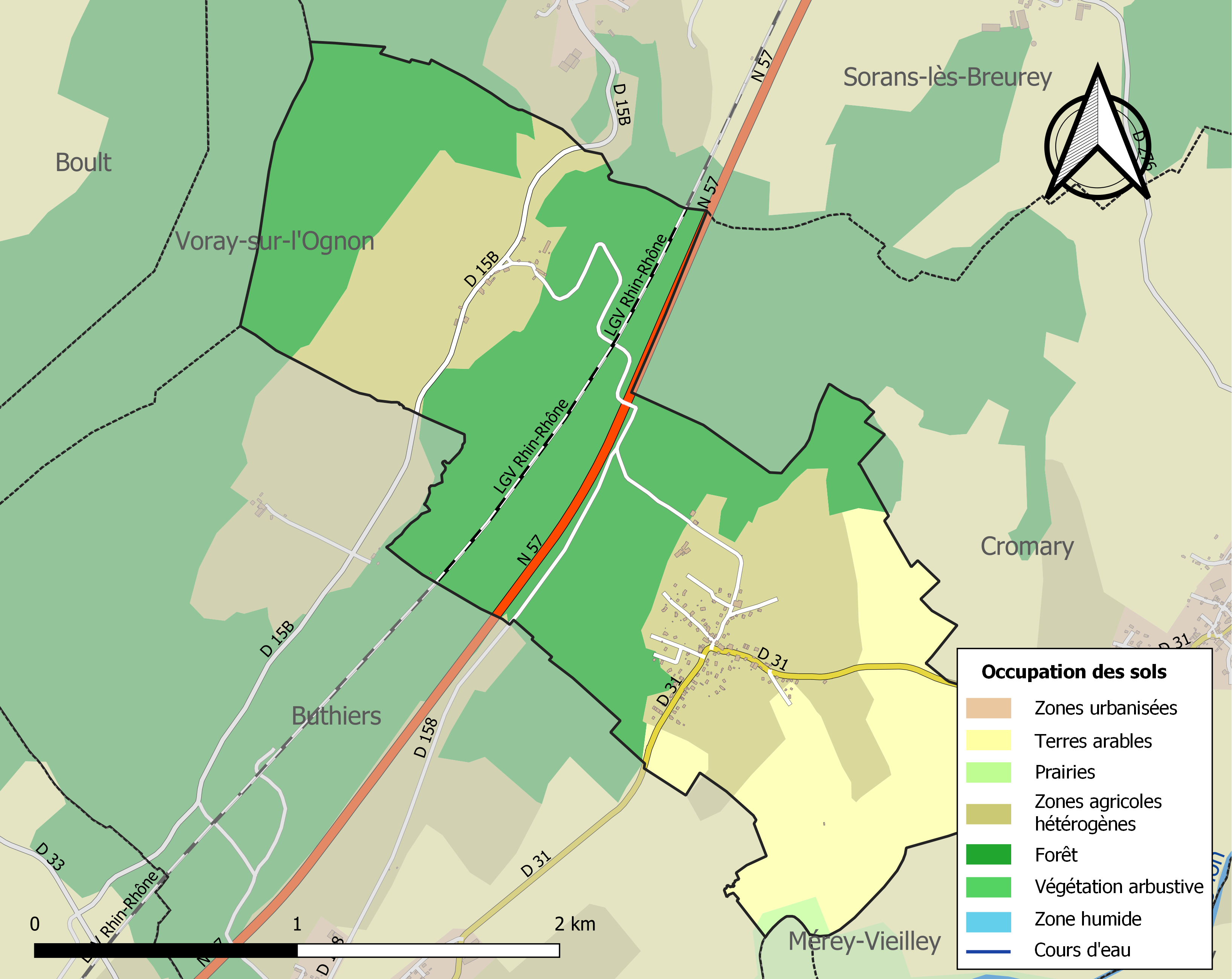
Carte des infrastructures et de l'occupation des sols de la commune en 2018 (CLC).

## Toponymie
Le nom de Perrouse s'écrivait autrefois Pérouse et fait référence au « chemin de pierres », du latin petrosa, mentionné au XIIIe siècle dans la charte de l'abbaye de Bellevaux.
Sur la carte de Cassini (1762), le nom du hameau était orthographié Vilars le Temple.

## Histoire
Le hameau de Villers-le-Temple a été rattaché à la commune de Perrouse en 1821. Il était mentionné en 1297 comme « Vilers des templiers » et constituait après la dévolution des biens de l'ordre du Temple une maison membre des hospitaliers de la commanderie de La Villedieu-en-Fontenette.

## Politique et administration

Carte départementale représentant en rouge la communauté de communes du Pays Riolais.

### Rattachements administratifs et électoraux
La commune fait partie de l'arrondissement de Vesoul du département de la Haute-Saône,  en région Bourgogne-Franche-Comté. Pour l'élection des députés, elle dépend de la première circonscription de la Haute-Saône.
Elle fait partie depuis 1801 du canton de Rioz. Dans le cadre du redécoupage cantonal de 2014 en France, ce canton s'accroît et passe de 27 à 52 communes.

### Intercommunalité
La commune est membre de la communauté de communes du Pays riolais, créée le 29 décembre 1999.

### Liste des maires
| Période                                  | Période                      | Identité              | Étiquette | Qualité |
| ---------------------------------------- | ---------------------------- | --------------------- | --------- | ------- |
| Les données manquantes sont à compléter. |                              |                       |           |         |
| vers 1993                                |                              | Jean-Pierre Lasibille |           |         |
| Les données manquantes sont à compléter. |                              |                       |           |         |
| mars 2001                                | mai 2020                     | Roland Gastine        |           |         |
| mai 2020                                 | En cours (au 1er avril 2021) | Joël Michaud          |           |         |

## Population et société

### Démographie
L'évolution du nombre d'habitants est connue à travers les recensements de la population effectués dans la commune depuis 1793. Pour les communes de moins de 10 000 habitants, une enquête de recensement portant sur toute la population est réalisée tous les cinq ans, les populations de référence des années intermédiaires étant quant à elles estimées par interpolation ou extrapolation. Pour la commune, le premier recensement exhaustif entrant dans le cadre du nouveau dispositif a été réalisé en 2005.

En 2022, la commune comptait 279 habitants, en évolution de +5,28 % par rapport à 2016 (Haute-Saône : −1,4 %, France hors Mayotte : +2,11 %).
| 1793 | 1800 | 1806 | 1821 | 1831 | 1836 | 1841 | 1846 | 1851 |
| ---- | ---- | ---- | ---- | ---- | ---- | ---- | ---- | ---- |
| 120  | 101  | 167  | 121  | 180  | 169  | 175  | 155  | 142  |

| 1856 | 1861 | 1866 | 1872 | 1876 | 1881 | 1886 | 1891 | 1896 |
| ---- | ---- | ---- | ---- | ---- | ---- | ---- | ---- | ---- |
| 156  | 155  | 150  | 119  | 113  | 100  | 98   | 101  | 84   |

| 1901 | 1906 | 1911 | 1921 | 1926 | 1931 | 1936 | 1946 | 1954 |
| ---- | ---- | ---- | ---- | ---- | ---- | ---- | ---- | ---- |
| 93   | 107  | 100  | 101  | 113  | 91   | 88   | 95   | 78   |

| 1962 | 1968 | 1975 | 1982 | 1990 | 1999 | 2005 | 2006 | 2010 |
| ---- | ---- | ---- | ---- | ---- | ---- | ---- | ---- | ---- |
| 64   | 68   | 117  | 144  | 154  | 168  | 195  | 206  | 233  |

| 2015 | 2020 | 2022 | - | - | - | - | - | - |
| ---- | ---- | ---- | - | - | - | - | - | - |
| 261  | 275  | 279  | - | - | - | - | - | - |

### Enseignement
En 2009, un pôle scolaire regroupant l'ensemble des classes des cycles maternelle et primaire ainsi que la cantine et la garderie a été inauguré, et scolarise, en 2013, 111 élèves répartis en cinq classes (3 élémentaires et 2 maternelles).
Il est administré par le SSIRO - syndicat scolaire des Rives de l'Ognon, regroupant les communes participantes, Perrouse et Villers-le-Temps, Buthiers, Cromary, Aulx-lès-Cromary et Chambornay-lès-Bellevaux .

### Associations
- Association communale de chasse agréée.
- Association de la sauvegarde de la chapelle de Villers-le-Temple.
- Association Sportive de Perrouse[21].
- Récréaction[22].

### Église et cimetière
Cromary et Perrouse se partagent l'église, située à Cromary et son vieux cimetière. Celui-ci étant saturé, un nouveau cimetière a été aménagé pour les deux communes à Perrouse en 2014

## Culture locale et patrimoine

### Lieux et monuments
- La chapelle Notre-Dame-de-l'Assomption, au hameau de Villers-le-Temple[15], avec un maître-autel du XVIIIe siècle en bois sculpté peint et sa toile représentent l’Assomption de la Vierge[24] et une statue du XIIe siècle[25].
- Le lavoir en pierre avec bassin et abreuvoir en demi-cercle situé au centre du village de Perrouse et alimenté par une source.
- La fontaine-abreuvoir de Villers-le-Temple.

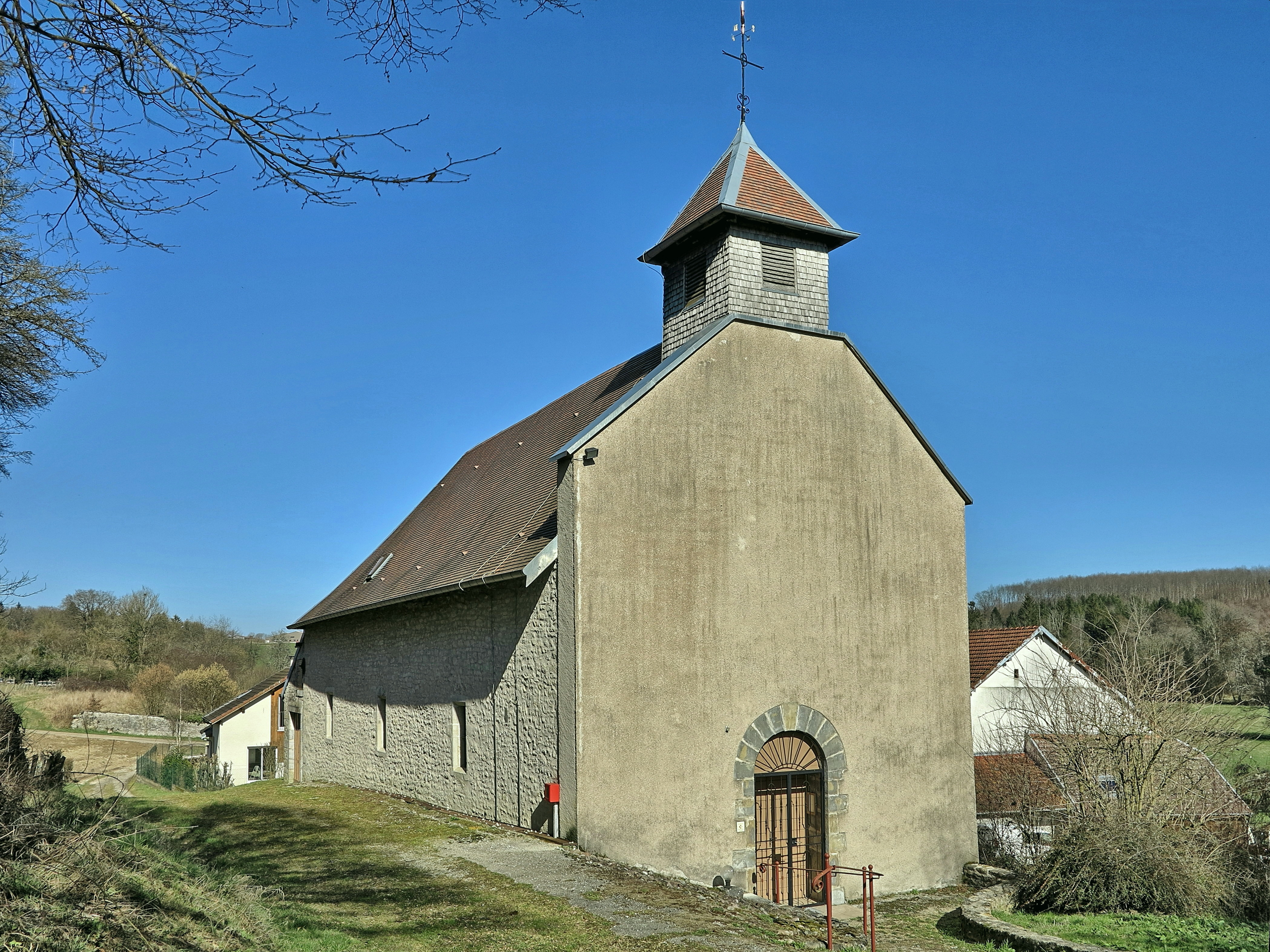
La chapelle de Villers-le-Temple.
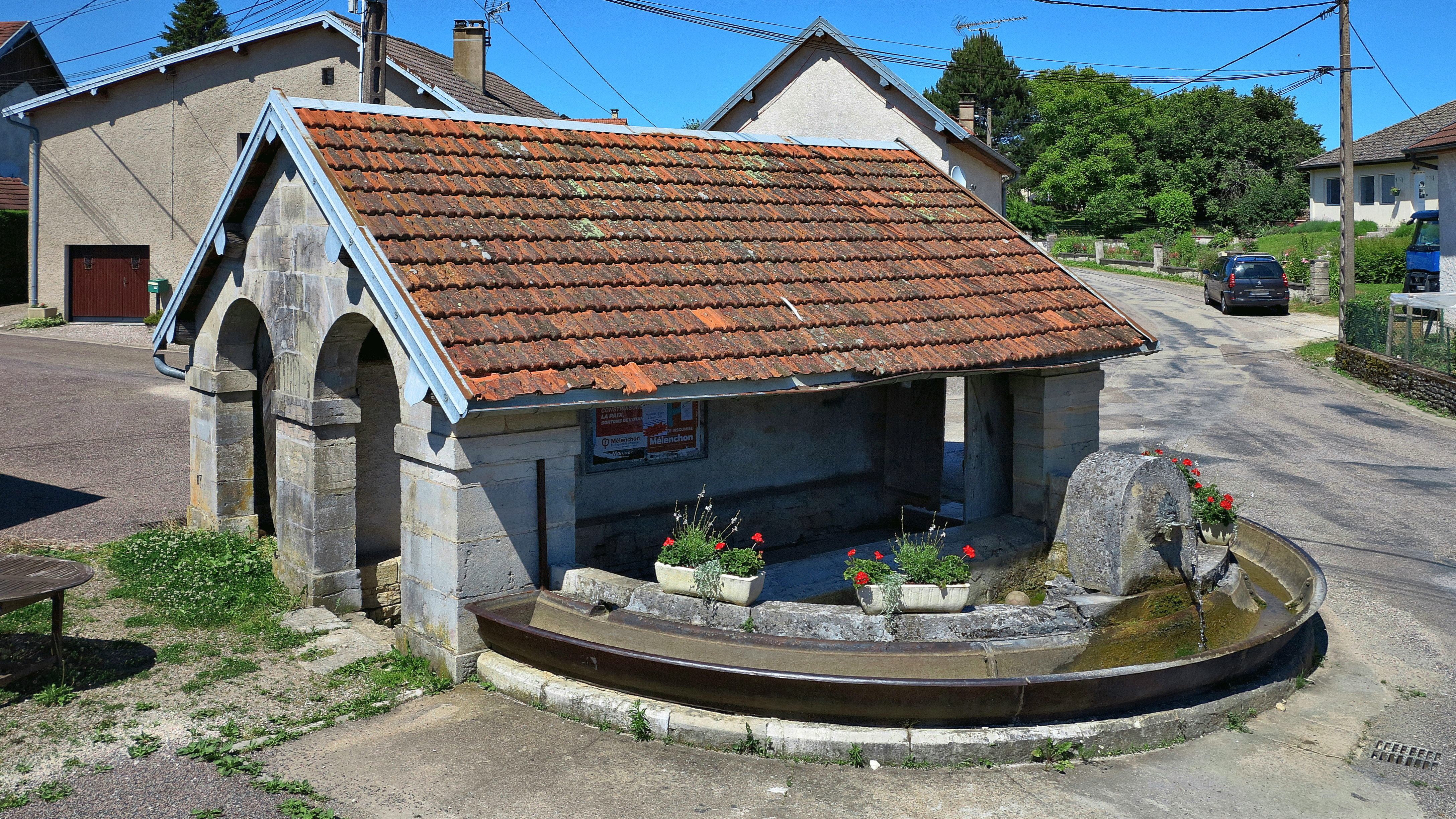
Le lavoir de Perrouse avant restauration.
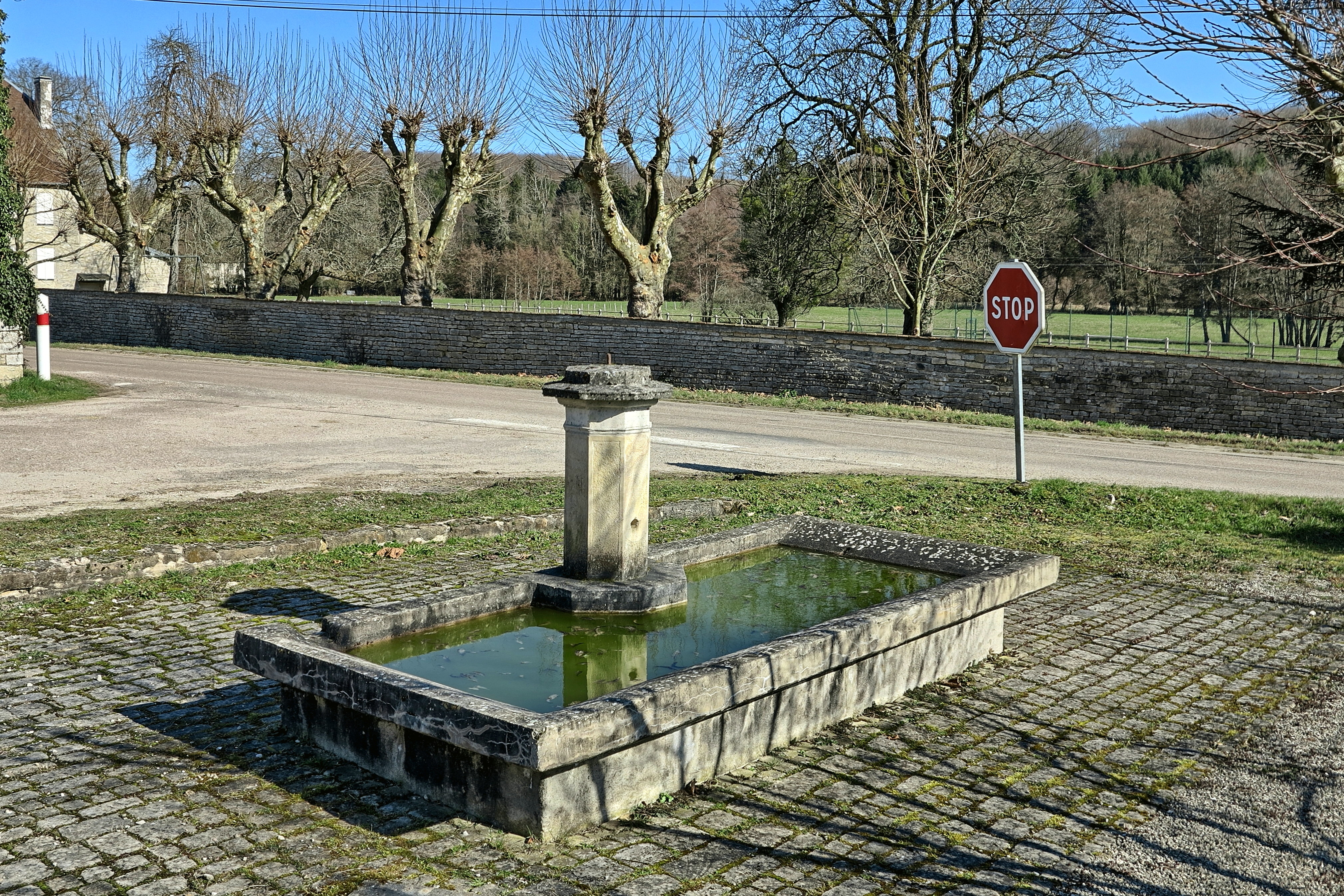
La fontaine de Villers-le-Temple.

### Héraldique
| Blason de Perrouse | Blason  | Taillé : au 1er d'argent à une croix ancrée de gueules, au 2d de gueules à un cheval gai cabré d'or. |
| Blason de Perrouse | Détails | La partition rappelle les deux villages qui composent la commune. Le premier est pour Villers-le-Temple et sa maison membre de la commanderie de La Villedieu-en-Fontenette. Le second est pour Perrouse, avec son cheval tiré d'une pierre sculptée qui ornait un bâtiment du XIIe siècle. Utilisé par la commune. |